# Ryōji Chūbachi
Ryōji Chūbachi (中鉢 良治?, Chūbachi Ryōji; Naruko, 4 settembre 1947) è un imprenditore giapponese.
Entrò nella Sony Corporation nel 1977 e ne divenne presidente il 7 marzo 2005, succedendo Kunitake Ado. Fu sostituito da Howard Stringer il 1º aprile 2009 e divenne vice presidente del consiglio di amministrazione.